# Дхенканал (округ)
Дхенканал (англ. Dhenkanal) — округ в индийском штате Орисса. Образован в 1948 году. Ранее на территории округа располагалось одноимённое туземное княжество. Административный центр — город Дхенканал. Площадь округа — 4452 км². По данным всеиндийской переписи 2001 года население округа составляло 1 066 878 человек. Уровень грамотности взрослого населения составлял 69,4 %, что выше среднеиндийского уровня (59,5 %). Доля городского населения составляла 8,7 %. Большая часть территории округа покрыта густыми лесами.